# حملة ورقية
الحملة الورقية هي حملة انتخابية يقوم فيها المرشح بإجراء أعمال قليلة أخرى إلى جانب ملء الأوراق اللازمة لبدء الاقتراع. وقد يكون الغرض من هذا الجهد الرمزي لا يتعدى زيادة الوعي المخصص لحزب سياسي مغمور أو لإعطاء الناخبين من أيديولوجية معينة فرصة للتصويت وفقًا لها. وقد تكون هذه الوسيلة وسيلة غير مكلفة للحصول على التغطية الإعلامية ببساطة عن طريق ملء استبيانات المرشح التي يتم نشرها بعد ذلك. أما الحملة الإعلامية، على النقيض من ذلك، فتأخذ شدة الجهد درجة أعلى من خلال طرق مثل النشرات الإخبارية وإجراء مقابلات في الصحف وتصميم كتيب لتوزيعه من الباب للباب وتنظيم العاملين في مراكز الاقتراع، إلخ. وكلما ارتفع مستوى الجدية، ارتفعت التكلفة الهامشية للوصول إلى عدد أكبر من الناس وفقًا لذلك، ويرجع ذلك إلى التكلفة المرتفعة لإعلانات التلفزيون وفريق العمل المدفوع الأجر الذين يتم استخدامهم بواسطة الحملات المتنافسة.